# 金陵晚报
《金陵晚报》是江苏省南京市地方报纸，由南京报业传媒集团出版。创刊于1993年1月1日，报头由书法家赵朴初题写。

## 历史与概况
《金陵晚报》于1993年1月1日创刊，初名《金陵时报》，为四开四版报。1994年1月1日改为现名，同时扩为四开八版。该报以“贴近市民、贴近生活、贴近家庭”为办报宗旨，以“说南京话、写南京事，南京人办、南京人看”为特色。
该报早期發展較慢，至2001年，報業集團黨委特別支持該報發展競爭，因此從2001-2004年，發行量增加了5倍，同时进行了扩版。
《金陵晚报》日发行量120多万，是南京地区发行量第一、影响力第一的报纸。该报主要在南京地区发行，但在苏南地区和上海的报摊也可以买到。
《金陵晚报》除出版报纸外，还控股多家公司，从事广告、电子商务、酒类销售、亲子教育、旅游等业务。